# تيري ماكدونالد (لاعب هوكي جليد)
تيري ماكدونالد هو لاعب هوكي جليد كندي، ولد في 17 يونيو 1955 في كوكويتلام في كندا.

## وصلات خارجية
- تيري ماكدونالد على موقع دوري الهوكي الوطني (الإنجليزية)
- تيري ماكدونالد على موقع قاعة مشاهير الهوكي (لاعب أن.إتش.أل) (الإنجليزية)
- تيري ماكدونالد على موقع EliteProspects.com (الإنجليزية)
- تيري ماكدونالد على موقع HockeyDB.com (الإنجليزية)
- تيري ماكدونالد على موقع Hockey-Reference.com (الإنجليزية)